# Baetis milani
Baetis milani is een haft uit de familie Baetidae. De wetenschappelijke naam van de soort is voor het eerst geldig gepubliceerd in 2004 door Godunko, Prokopov & Soldán.
De soort komt voor in het Palearctisch gebied.